# Walter Schmidt (Histologe)
Walter Schmidt (* 14. Juli 1925 in Würzburg; † 5. September 2019) war ein deutscher Mediziner, Histologe sowie Embryologe.

## Leben
Der aus Würzburg stammende Walter Schmidt wandte sich nach abgelegtem Abitur dem Studium der Medizin zu, das er mit dem Erwerb des akademischen Grades eines Dr. med. abschloss. Nach Assistenzarztjahren verbunden mit Weiterbildungen habilitierte er sich 1961 als Privatdozent für die Fächer Histologie sowie Embryologie an der Universität Hamburg. Im gleichen Jahr wurde er an die Medizinische Fakultät der Ludwig-Maximilians-Universität München umhabilitiert, dort wurde er 1967 zum außerplanmäßigen Professor befördert. Im Folgejahr nahm Walter Schmidt einen Ruf auf die ordentliche Professur für Histologie und Embryologie an die Goethe-Universität Frankfurt am Main an, 1974 wechselte er in gleicher Funktion an die Universität Innsbruck, 1991 wurde er emeritiert.
Walter Schmidt, dessen Forschungsgebiete im Speziellen den intrazellulären Stofftransport, die transmembrane Transportprozesse sowie den fruchtwassergebundenen Stofftransport umfassten, wurde am 15. Februar 2012 mit dem vom bayrischen Staatsminister für Wissenschaft, Forschung sowie Kunst, Dr. Wolfgang Heubisch überreichten Bundesverdienstkreuz der Bundesrepublik Deutschland insbesondere für seine Verdienste um die Zusammenarbeit Deutschland und Österreich ausgezeichnet.

## Schriften
- Mit Theodor H. Schiebler, Gottfried Arnold (Hrsg.): Lehrbuch der gesamten Anatomie des Menschen: Cytologie, Histologie, Entwicklungsgeschichte, Makroskopische und Mikroskopische Anatomie: unter Berücksichtigung des Gegenstandskataloges, Ausgabe 2, Springer, Berlin, 1983, ISBN 0-387-12400-4.
- The amniotic fluid compartment : the fetal habitat, Springer, Berlin, Heidelberg, New York, London, Paris, Tokyo, Hong Kong, Barcelona, Budapest, 1992